# 約吉·巴布
約吉·巴布（英語：Yogi Babu，1985年7月22日—），印度男演員及喜劇演員，主要出演泰米爾語電影。他已贏得阿南達·維卡坦電影獎和南印度國際電影獎等獎項。2020年獲得卡拉瑪瑪尼獎。知名作品如《天命》（2016年）、《科拉姆粉夜鶯》（2018年）、《巴里亚》（2018年）、《手機換換愛》（2022年）與《贫民窟的勇士》（2023年），以及印地語電影《寶萊塢愛情特快車》（2013年）。

## 早年及私生活
約吉·巴布1985年7月22日生於泰米爾納德邦阿拉尼，父親是印度陸軍中士，使巴布從小便廣泛遊歷，1990年代初在查谟讀書。
2020年2月5日，巴布與曼朱·巴爾加維（Manju Bhargavi）在蒂鲁塔尼的祖廟舉行了一場私人婚禮，夫妻倆育有兩個孩子。

## 外部連結
- 約吉·巴布在互联网电影资料库（IMDb）上的資料（英文）
- 約吉·巴布的X（前Twitter）